# Uターン
Uターン（ゆーたーん、英: U-turn）は、進路を180度変えて、今までの進行方向とは正反対に進むこと。アルファベットのUにちなむ。

転回禁止の道路標識
左側通行(日本)
右側通行(フランス)

本項目では車両等のUターンについて記述する。

## 概要

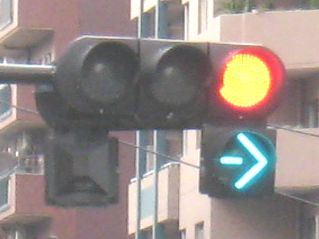
右折と転回が可能

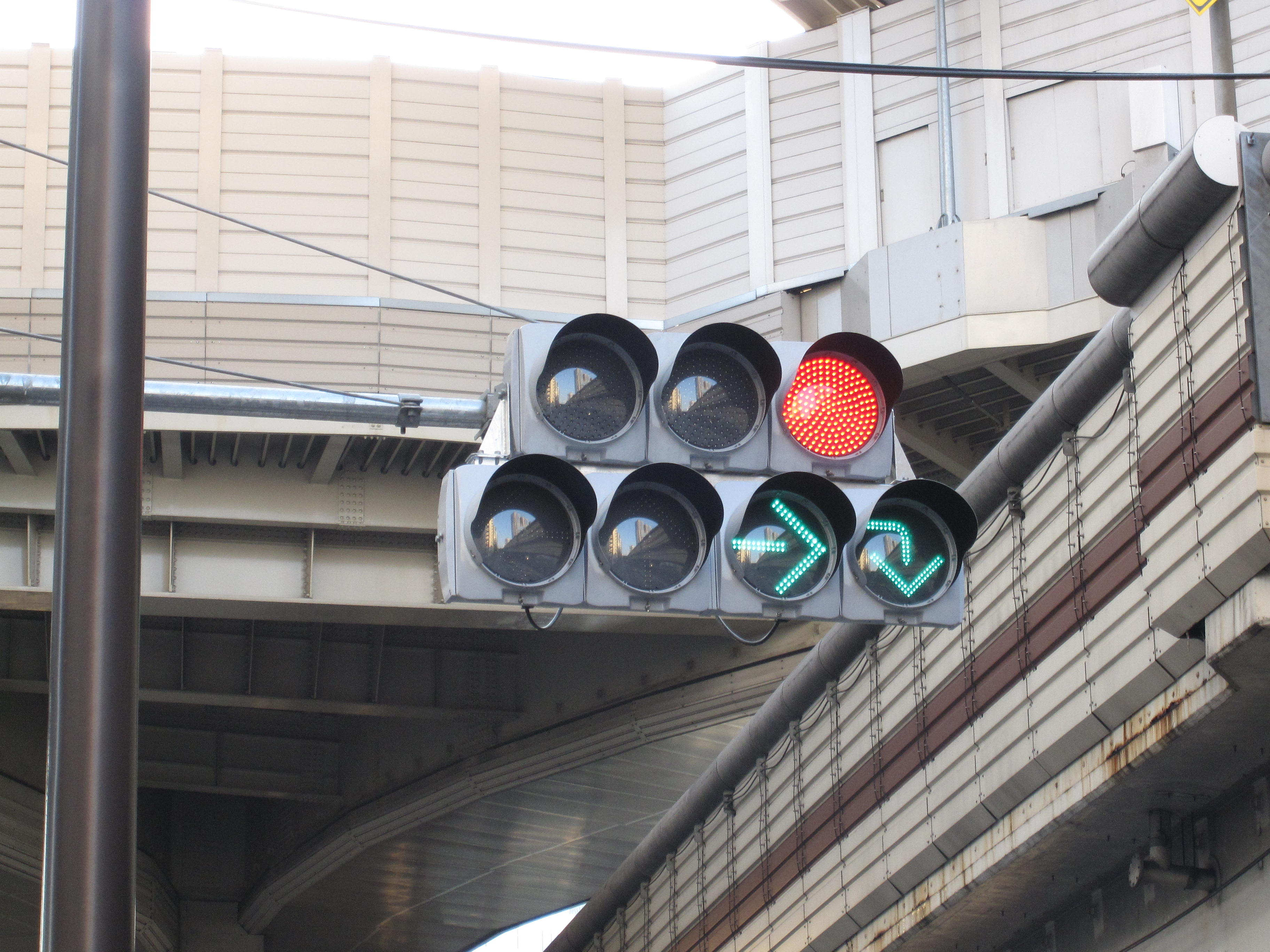
転回専用の青色矢印信号の付いた信号機

Uターンに関しては、道路交通法では「転回」の用語が使われている。転回時は他の車両等や歩行者の正常な通行を妨げてはならない。（道路交通法第25条の2第1項）
中央分離帯の設置されている道路において道路の右側の施設に入る場合、右側の枝道へ進みたい場合、目的地を通り過ぎてしまって戻りたい場合は先の交差点まで進んで転回をする必要がある。方向転換や迂回などの経路復帰の方法の一種でもある。
合図
転回を行う地点の30m手前から右折の方向指示器を点滅させ、または右腕を車体の右側の外に出して水平に伸ばし、若しくは左腕を車体の左側の外に出して肘を垂直に上に曲げなければならない。
転回は右折ではないため、指定方向外進行禁止の標識により右折が禁止されている交差点であっても、転回することは可能である。
転回禁止規制区間
道路標識・道路標示により転回を禁止されている区間では、転回をしてはならない。
事故が多い、交通量が多いなどといった理由により、都市部の中心部や幅員の広い幹線道路では転回が禁止されている。また、時間指定（例：8時から20時まで）により転回禁止の規制をしている場合もある。
交差点において右矢印（→）青信号が点灯している交差点内
右折に加えて、転回禁止の交差点を除き、転回（Uターン）できる。（道路交通法施行規則 矢印信号に関する規定の整備（平成24年4月1日施行））。平成24年4月1日以前は、矢印式信号機の右矢印（→）青信号が点灯した後に停止線を越えて転回をした場合、道路交通法違反（信号無視）になっていた。

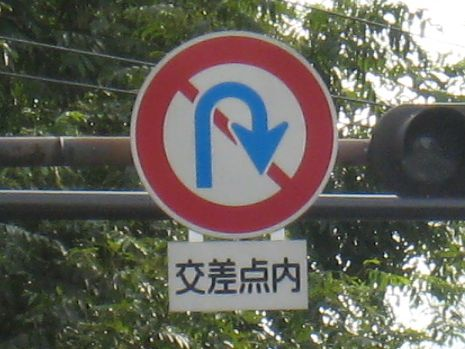
交差点内のみ転回禁止
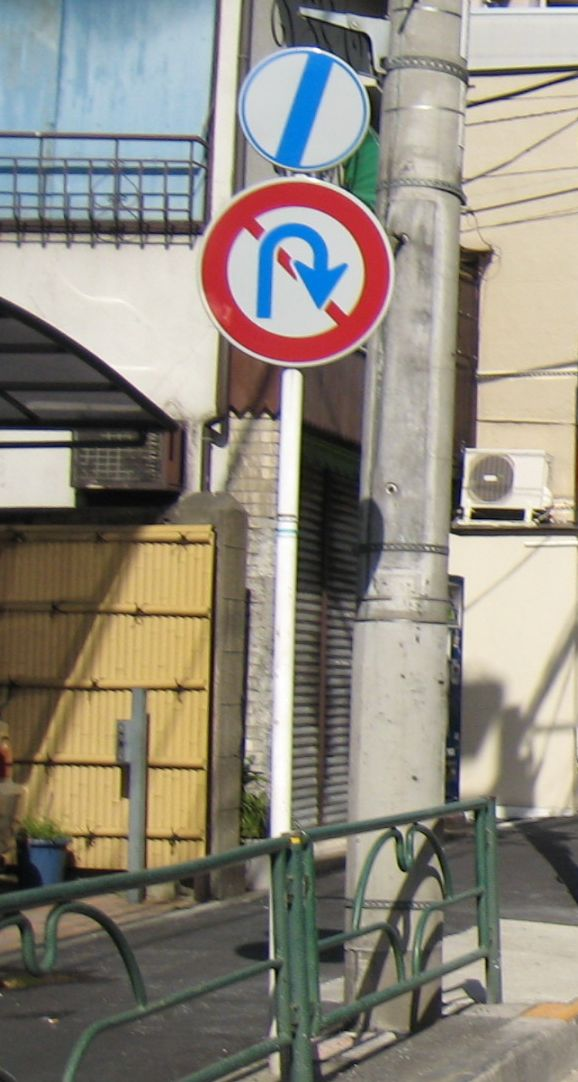
転回禁止ここまで
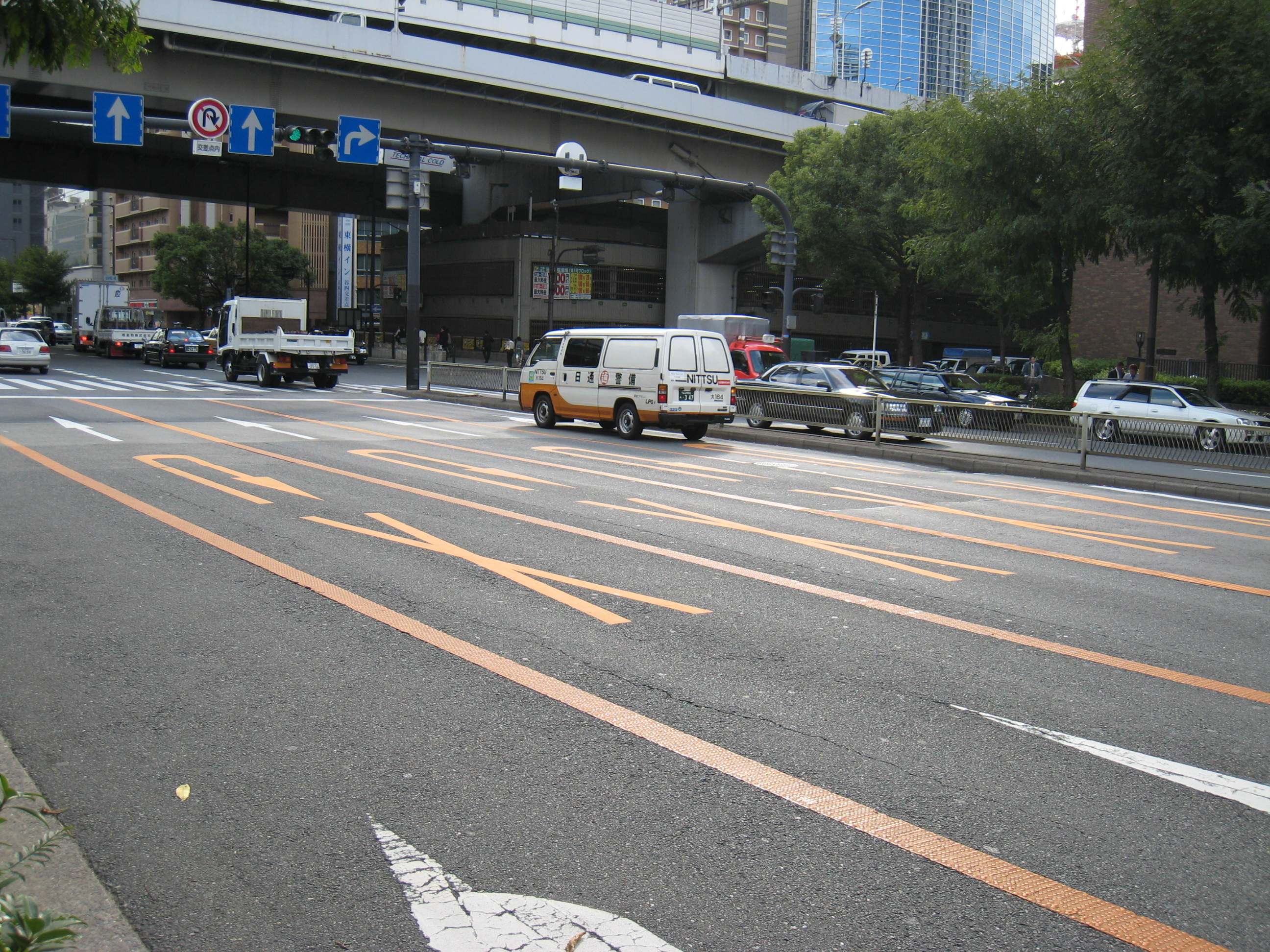
交差点内転回禁止
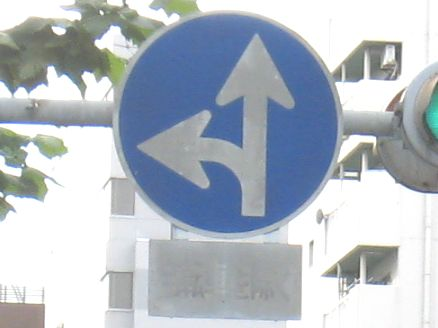
転回が規制されていなければ転回は可能[信頼性要検証]

## 派生語
派生して、人がある場所から別の場所に行き、また元の場所に戻る動きのことを「Uターン」ということがある。Uターン現象やUターンラッシュなどはその例。Uターン就職という語も近年ではみられ、地方出身の学生が都心の大学を卒業し、あるいは社会人が転職して地方で就職する現象を指す。